# Bulgária nos Jogos Olímpicos de Verão de 2020
Bulgária esteve representada nos Jogos Olímpicos de Verão de 2020 por um total de 42 desportistas que competiram em 12 desportos. Responsável pela equipa olímpica é o Comité Olímpico Búlgaro, bem como as federações desportivas nacionais da cada desporto com participação.
A portadora da bandeira na cerimónia de abertura foi a atiradora Maria Grozdeva.

## Medalhistas
A equipa olímpica da Bulgária obteve as seguintes medalhas:
| Nome                                                                            | Desporto          | Competição         |
| ------------------------------------------------------------------------------- | ----------------- | ------------------ |
| Ouro                                                                            |                   |                    |
| Stoika Krasteva                                                                 | Boxe              | Mosca (48–51 kg) F |
| Simona Diankova Stefani Kiriakova Madlen Radukanova Laura Traets Erika Zafirova | Ginástica rítmica | Conjunto F         |
| Ivet Goranova                                                                   | Caratê            | 55 kg F            |
| Prata                                                                           |                   |                    |
| Antoaneta Kostadinova                                                           | Tiro              | Pistola 10 m F     |
| Bronze                                                                          |                   |                    |
| Evelina Nikolova                                                                | Luta livre        | 57 kg F            |
| Taybe Yusein                                                                    | Luta livre        | 62 kg F            |